# 시마다 시게타로
시마다 시게타로(일본어: 嶋田 繁太郎, 1883년 9월 24일 ~ 1976년 6월 7일)는 일본제국 해군의 군인으로, 제2차 세계 대전 당시의 해군 제독이다. 도조 내각에서 해군 대신으로 일한 바 있다.

## 생애
시마다 시게타로는 1883년, 에도 막부의 신하 및 신관의 자식으로 태어났다. 도쿄 중학을 거쳐 1904년에 일본 해군사관학교를 졸업한 뒤, 해군 소위 후보생이 되었다. 1905년 5월 말에는 쓰시마 해전에서 순양함 "이즈미"에 올라 정찰 활동에 종사하였다.
1915년에 일본 해군대학교를 졸업한 후, 해군 소좌로 승진되었다. 그 후에는 1916년부터 1919년까지 이탈리아 대사관에서 주재 무관으로 근무하였고, 주로 군령부에 재적해 군령부 총장의 신임을 얻었다.
1923년에 일본 해군대학 교관, 1928년에 "다마"와 "히에이"의 함정을 거쳐 해군 소장으로 진급하였다. 상하이 사변 때에는 제3함대 참모장으로 상하이에 출동하였다.
1939년에는 중국 방면 함대 사령관과 동시에 해군 대장이 되었고, 1941년 10월에는 도조 내각에서 해군 대신으로 임명되었다. 1944년 2월, 도조 히데키(東條英機) 수상 겸 육상의 참모 총장 겸임에 맞추어 군령부 총장을 겸임했지만 지지를 받지 못했고, 같은 해 6월에 있었던 필리핀 해 해전에서의 패배로 인해 도조 히데키와 아울러 큰 비판을 받았다. 7월에는 해군 장관, 8월에는 군령부 총장을 사임하였고, 후에 군사 참의관을 거쳐 1945년 1월에 예비역이 되었다.
제2차 세계 대전 후에 A급 전범으로 지명돼, 헌병이 신병 구속을 위해 자택에 방문했을 때는 자신은 자살하지 않는다는 당당한 태도로 연행되어갔다.
극동 국제 군사 재판에서는 일본 해군에 있어서 전쟁 수행의 최고 책임자로 사형을 면할 수 없다는 예상이 지배적 이었으나, 1948년 11월 12일에 종신형 판결을 받았다. 1955년, 가석방 후에 사면돼 1976년에 사망하였다.

## 같이 보기
- 도조 내각

| 전임 오이카와 고시로 | 일본 해군 대신 1941년 10월 ~ 1944년 7월 | 후임 노무라 나오쿠니 |